# Kotwasice
Kotwasice – wieś w Polsce położona w województwie wielkopolskim, w powiecie tureckim, w gminie Malanów.
Miejscowość położona jest 3 km na północ od Malanowa, przy drodze do Konina.
Nazwa miejscowości pochodzi od słowa kotwa, czyli poziomego pręta ściągającego elementy konstrukcji.

## Części wsi
| SIMC    | Nazwa      | Rodzaj    |
| ------- | ---------- | --------- |
| 0289845 | Lipiny     | część wsi |
| 0289851 | Popielarze | część wsi |

## Historia
Najstarsza odnaleziona wzmianka o miejscowości pochodzi z 1461 roku. Wówczas bowiem dzieci Mirosława Przeszyńskiego – Mikołaj, Maciej i Małgorzata, pozwały Mikołaja Sławskiego w związku z dobrami Dziadowice i Kotwasice w powiecie kaliskim. Rok później otrzymali intromisję (wprowadzenie w posiadanie) do Dziadowic, skąd zostali wygnani.
Kolejny zapis z 1615 roku dotyczy licznego grona spadkobierców Zofii Grzymułtowskiej, posesorki dóbr po mężu Andrzeju z Łaska Rusieckiemu. W skład tychże dóbr wchodziły, obok miasta Tuliszków, wsie: Ogorzelczyn, Krępa, Wróblina, Sarbicko, Wielopole, Piętno, Dziadowice i Kotwasice. Kolejny dokument z 1664 roku mówi o wydzierżawieniu jednej trzeciej tegoż majątku.
W 1762 roku Jan Nepomucen Mycielski otrzymuje wieś Kotwasice od swoich braci, Józefa (starosty konińskiego) i Stanisława (staristy lubiatowskiego). Już w 1775 roku tenże Jan Nepomucen zobowiązał się do sprzedaży Kotwasic Konstantemu Bnińskiemu. Do transakcji z niewiadomych przyczyn jednak nie doszło. Już rok później sprzedał jednak ten majątek (Kotwasice, Dziadowice, Wielopole i Desznę) Janowi Waniewskiemu za kwotę o jedną czwartą niższą od proponowanej mu przez Bnińskiego.
W 1827 roku Kotwasice zamieszkiwało 438 osób w 21 domach. W końcu XIX wieku było tutaj już 127 domów i 863 mieszkańców.
W dokumentach kaliskiego więzienia znajdują się akta dotyczące Leonarda Słowińskiego z Kotwasic, który w 1941 roku spędził pewien czas w tym więzieniu, skazany przez hitlerowców za nielegalny handel.
W latach 1975–1998 miejscowość administracyjnie należała do województwa konińskiego.

## Szkoła podstawowa
Szkoła podstawowa w Kotwasicach została powołana do życia w 1842 roku. Była jedną z pierwszych szkół działających na terenie gminy Malanów. Językiem wykładowym był wówczas rosyjski. Ostatnim nauczycielem, który ją prowadził, a zarazem inicjatorem wzniesienia nowego budynku szkolnego, był Walenty Majdański.
Obecnie pracuje w niej jedenastu nauczycieli. Do placówki uczęszcza 109 uczniów. Zajęcia odbywają się w starym budynku szkolnym, którego budowę datuje się na 1900 rok. Aktualnie praca w szkole odbywa się w systemie dwuzmianowym.
W 2006 roku Rada Gminy podjęła uchwałę o rozpoczęciu budowy nowej placówki dla dzieci uczęszczających do oddziału przedszkolnego i klas I–III. 1 września 2006 roku na teren boiska szkolnego wkroczyła ekipa budowlana i rozpoczęła wznoszenie nowego budynku szkolnego. Kubatura budynku wynosi 2128 m³, zaś powierzchnia użytkowa 398,9 m². W budynku znajdują się trzy sale lekcyjne, sala dla dzieci z oddziału przedszkolnego wraz z zapleczem, kotłownia, sanitariaty, szatnia, pokój nauczycielski i gabinet dyrektora.

## Dąb Bartek

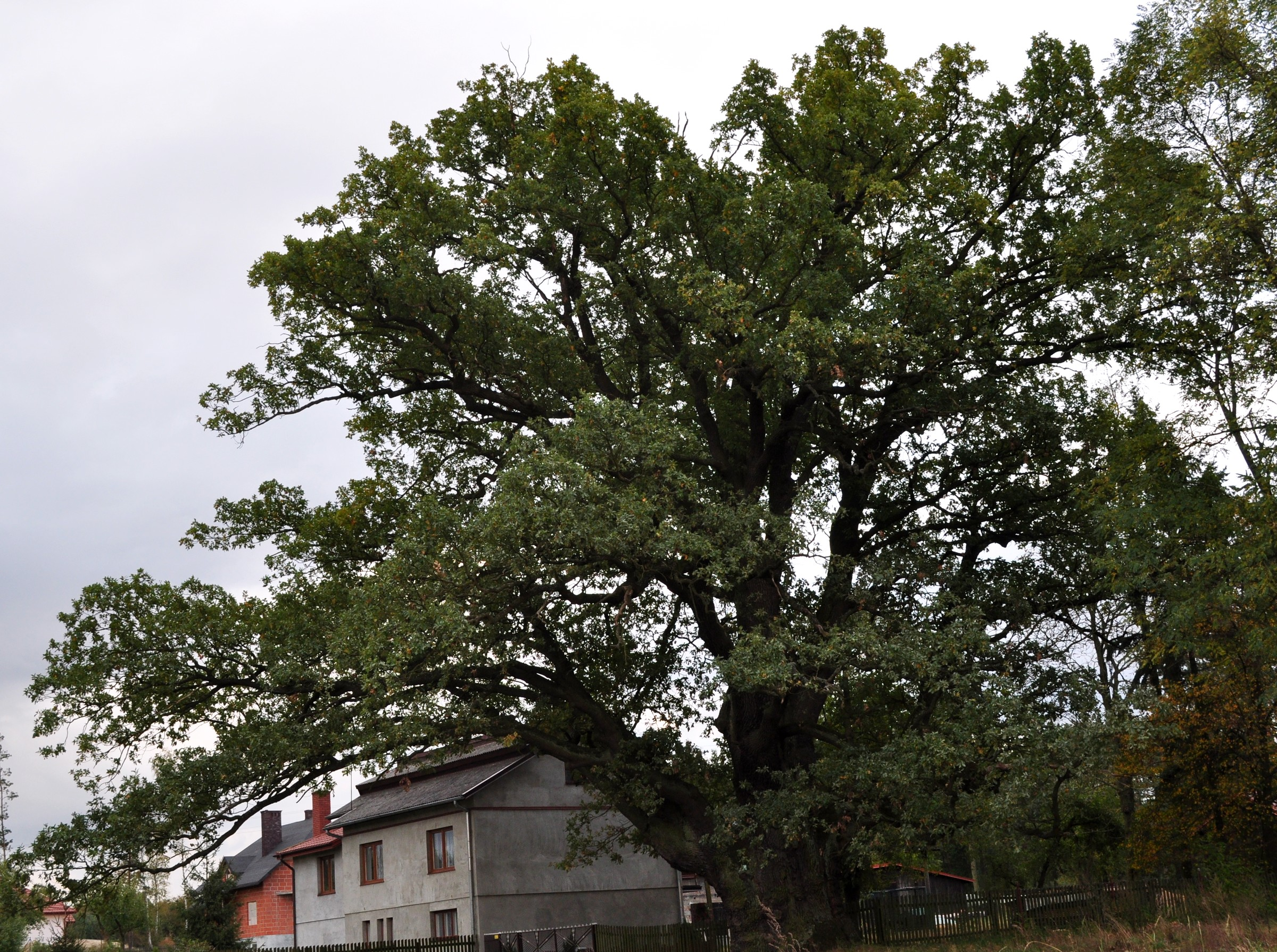
Dąb Bartek

W Kotwasicach rośnie Dąb Bartek, który od 1957 jest pomnikiem przyrody. Jest on symbolem gminy Malanów, dlatego został umieszczony w herbie gminy. Jego wiek szacowany jest na około 450 lat. Obwód drzewa wynosił w 2013 roku 844 cm.

## Cmentarz
Cmentarz w Kotwasicach jest miejscem pochówku zmarłych wyznania ewangelicko-augsburskiego, a jego założenie datuje się na połowę XIX wieku. Na powierzchni ok. 0,2 ha zostało już niewiele śladów – kilka zniszczonych grobów, zarys ścieżek i coraz większe drzewa. Znane są nazwiska niektórych zmarłych: Ekier, Kuctner, Colka, Rablewski, Girka.

## Wspólnoty wyznaniowe
- Kościół rzymskokatolicki:
  - wierni należą do parafii śś. Stanisława i Mikołaja w Malanowie.
- Świadkowie Jehowy:
  - zbór Kotwasice (Sala Królestwa Dziadowice Folwark 39)[8].